# بوب راي
بوب راي (بالإنجليزية: Bob Rae) هو محامي وسياسي كندي، ولد في 2 أغسطس 1948 في أوتاوا في كندا. حزبياً، نشط في الحزب الليبرالي الكندي والحزب الديمقراطي الجديد.

## مناصب
- انتخب عضو مجلس العموم الكندي عن دائرة Broadview (federal electoral district) [الإنجليزية]‏ (16 أكتوبر 1978 – 22 مايو 1979).
- انتخب عضو مجلس العموم الكندي عن دائرة Toronto—Danforth (federal electoral district) [الإنجليزية]‏ (22 مايو 1979 – 2 مايو 1982).
- انتخب زعيم الحزب الليبرالي.
- انتخب عضو برلمان مقاطعة أونتاريو عن دائرة York South (Ontario provincial electoral district) [الإنجليزية]‏ (4 نوفمبر 1982 – 23 مايو 1996).
- انتخب عضو مجلس العموم الكندي عن دائرة تورونتو الوسطى [الإنجليزية]‏ (17 مارس 2008 – 31 يوليو 2013).
- انتخب رئيس وزراء أونتاريو [الإنجليزية]‏ (1 أكتوبر 1990 – 26 يونيو 1995).

## وصلات خارجية
- بوب راي على موقع IMDb (الإنجليزية)
- بوب راي على موقع الموسوعة البريطانية (الإنجليزية)
- بوب راي على موقع ميوزك برينز (الإنجليزية)
- بوب راي على موقع إن إن دي بي (الإنجليزية)

- الموقع الرسمي